# Сен-Приест-де-Жимель
Сен-Прие́ст-де-Жиме́ль (фр. Saint-Priest-de-Gimel, окс. Sent Préch) — коммуна во Франции, находится в регионе Новая Аквитания. Департамент — Коррез. Входит в состав кантона Тюль-Кампань-Сюд. Округ коммуны — Тюль.
Код INSEE коммуны — 19236.
Коммуна расположена приблизительно в 400 км к югу от Парижа, в 80 км юго-восточнее Лиможа, в 12 км к северо-востоку от Тюля.

## Население
Население коммуны на 2008 год составляло 467 человек.
| 1962 | 1968 | 1975 | 1982 | 1990 | 1999 | 2008 |
| ---- | ---- | ---- | ---- | ---- | ---- | ---- |
| 365  | 389  | 421  | 365  | 412  | 416  | 467  |

## Экономика

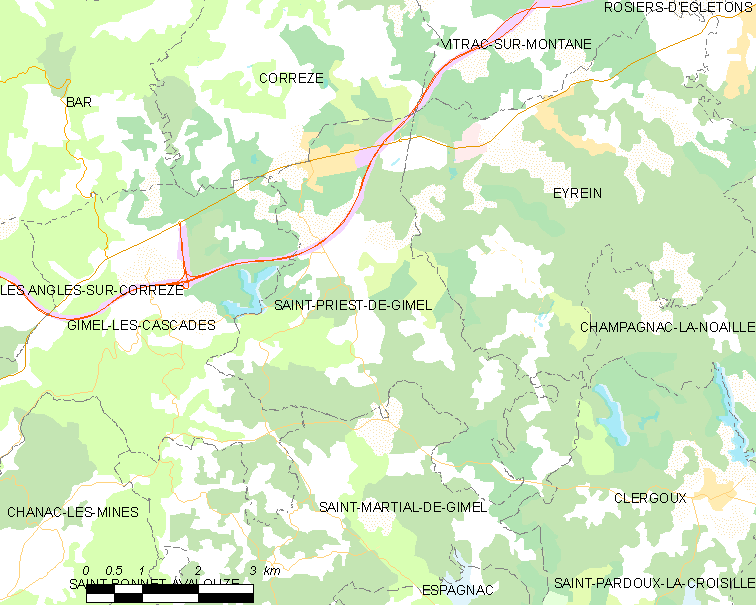
Карта коммуны

В 2007 году среди 295 человек в трудоспособном возрасте (15-64 лет) 225 были экономически активными, 70 — неактивными (показатель активности — 76,3 %, в 1999 году было 72,9 %). Из 225 активных работали 210 человек (111 мужчин и 99 женщин), безработных было 15 (2 мужчин и 13 женщин). Среди 70 неактивных 21 человек были учениками или студентами, 30 — пенсионерами, 19 были неактивными по другим причинам.

## Достопримечательности
- Замок 1737 года. Памятник истории с 1981 года